# Nyctemera macklotsi
Nyctemera macklotsi là một loài bướm đêm thuộc phân họ Arctiinae, họ Erebidae.